# Ol-Svensakallen
Ol-Svensakallen is een Zweeds rotseiland en/of zandbank behorend tot de Pite-archipel. Het eilandje ligt op de grens met de Lule-archipel. Het eiland heeft geen oeververbinding en is onbewoond / onbebouwd. Het eiland maakt deel uit van het Stor-Räbben Natuurreservaat